# Charagotettix lucubensis
Charagotettix lucubensis is een rechtvleugelig insect uit de familie doornsprinkhanen (Tetrigidae). De wetenschappelijke naam van deze soort is voor het eerst geldig gepubliceerd in 1893 door Brancsik.
1. ↑  (en) Charagotettix lucubensis op de IUCN Red List of Threatened Species.